# Piliscsaba
Piliscsaba är en stad i Pest i Ungern. Staden har en yta på 25,55 km2, och den hade 8 053 invånare år 2015.
| Befolkningsutvecklingen i Piliscsaba 1980–2015 | Befolkningsutvecklingen i Piliscsaba 1980–2015 | Befolkningsutvecklingen i Piliscsaba 1980–2015 | Befolkningsutvecklingen i Piliscsaba 1980–2015 | Befolkningsutvecklingen i Piliscsaba 1980–2015 |
| ---------------------------------------------- | ---------------------------------------------- | ---------------------------------------------- | ---------------------------------------------- | ---------------------------------------------- |
|                                                |                                                |                                                |                                                |                                                |
| År                                             |                                                |                                                | Folkmängd                                      |                                                |
| 1980                                           | 1980                                           |                                                | 4 485                                          |                                                |
| 1990                                           | 1990                                           |                                                | 4 463                                          |                                                |
| 2015                                           | 2015                                           |                                                | 8 053                                          |                                                |
|                                                |                                                |                                                |                                                |                                                |